# Kabinett Tito VI
Das Kabinett Tito VI wurde am 19. April 1958 von Josip Broz Tito in der Föderativen Volksrepublik Jugoslawien gebildet. Am 7. April 1963 wurde die bisherige Sozialistische Föderative Volksrepublik Jugoslawien in Sozialistische Föderative Republik Jugoslawien (SFRJ) umbenannt. Das Kabinett löste das fünfte Kabinett Tito ab und blieb bis zum 29. Juni 1963 im Amt, woraufhin es vom Kabinett Stambolić abgelöst wurde. Dem Kabinett gehörten ausschließlich Mitglieder des Bundes der Kommunisten Jugoslawiens (BdKJ) an.
Dem Kabinett (Bundesexekutivrat) gehörten folgende Staatssekretäre an:
| Ministeramt                            | Amtsinhaber                      | Beginn der Amtszeit           | Ende der Amtszeit            |
| -------------------------------------- | -------------------------------- | ----------------------------- | ---------------------------- |
| Präsident des Bundesexekutivrates      | Josip Broz Tito                  | 19. April 1958                | 29. Juni 1963                |
| Vize-Präsident des Bundesexekutivrates | Edvard Kardelj                   | 19. April 1958                | 29. Juni 1963                |
| Vize-Präsident des Bundesexekutivrates | Aleksandar Ranković              | 19. April 1958                | 18. April 1963               |
| Vize-Präsident des Bundesexekutivrates | Svetislav Stefanović             | 18. April 1963                | 29. Juni 1963                |
| Vize-Präsident des Bundesexekutivrates | Mijalko Todorović                | 19. April 1958                | 29. Juni 1963                |
| Vize-Präsident des Bundesexekutivrates | Rodoljub Čolaković               | 19. April 1958                | 29. Juni 1963                |
| Auswärtige Angelegenheiten             | Koča Popović                     | 19. April 1958                | 29. Juni 1963                |
| Nationale Verteidigung                 | Ivan Gošnjak                     | 19. April 1958                | 29. Juni 1963                |
| Innere Angelegenheiten                 | Svetislav Stefanović Vojin Lukić | 19. April 1958 18. April 1963 | 18. April 1963 29. Juni 1963 |
| Finanzen                               | Nikola Minčev Kiro Gligorov      | 19. April 1958 1. Juni 1962   | 1. Juni 1962 29. Juni 1963   |
| Rohstoffhandel                         | Marijan Brecelj Dragutin Kosovac | 19. April 1958 18. April 1963 | 18. April 1963 29. Juni 1963 |
| Ausschuss für Außenhandel              | Ljubo Babić Sergej Kraigher      | 19. April 1958 1. Januar 1960 | 1. Januar 1960 29. Juni 1963 |
| Außenhandel                            | Nikola Džuverović                | 18. April 1963                | 29. Juni 1963                |
| Arbeit                                 | Ljupčo Arsov                     | Dezember 1960                 | Juni 1962                    |